# Grimma
Grimma est une ville de Saxe (Allemagne), située dans l'arrondissement de Leipzig, dans le district de Leipzig. Elle est située sur la rive gauche de la Mulde, 25 km au sud-est de Leipzig et fut fondée vers 1170.

## Quartiers
- Hohnstädt
- Döben avec Dorna, Grechwitz et Neunitz
- Höfgen avec Kaditzsch, Schkortitz et Naundorf
- Beiersdorf
- Großbardau avec Waldbardau, Kleinbardau et Bernbruch
- Mutzschen
- Nerchau
- Thümmlitzwalde
- Großbothen avec Kleinbothen, Schaddel, Kössern et Förstgen

## Histoire
| Appartenances historiques Margraviat de Misnie 1170-1423 Électorat de Saxe 1423-1806 Royaume de Saxe 1806–1918 République de Weimar 1918–1933 Reich allemand 1933–1945 Allemagne occupée 1945–1949 République démocratique allemande 1949–1990 Allemagne 1990–présent |

## Jumelage
- Weingarten (Allemagne) depuis 1990

## Culture
Grimma comporte beaucoup de bâtiments historiques, parmi lesquels une mairie datant de 1442, une école célèbre (la Furstenschule) érigée sur le site d'un ancien monastère augustin en 1550, ainsi qu'une école de brassage.

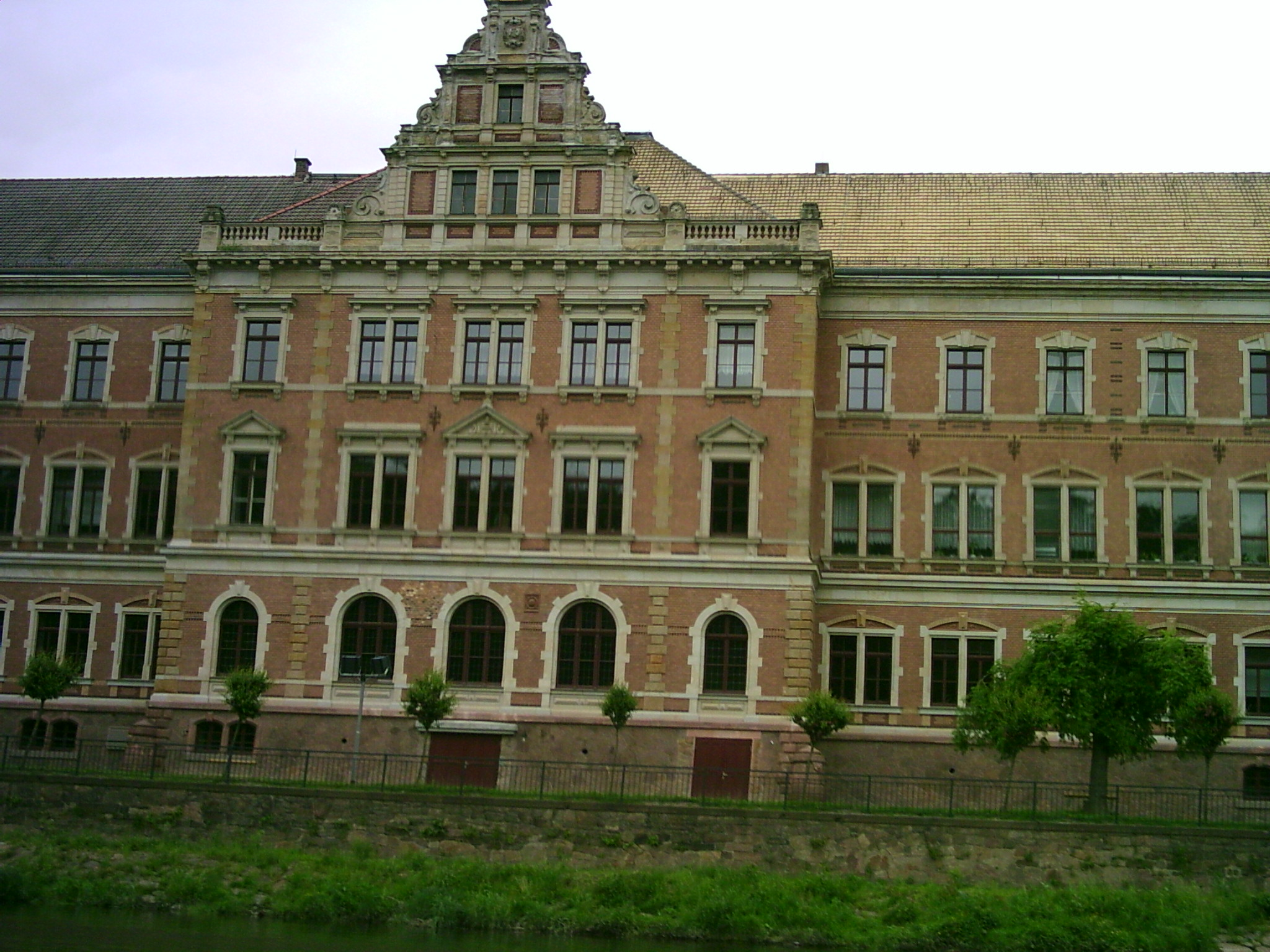
Le lycée Saint-Augustin de Grimma.
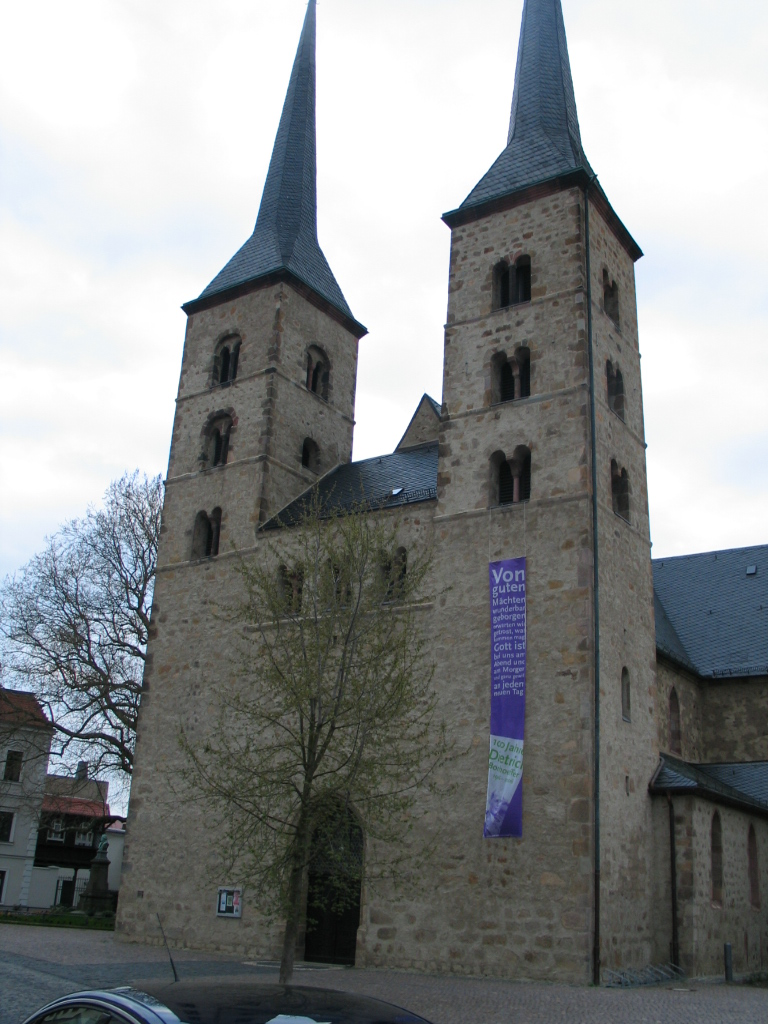
Frauenkirche.
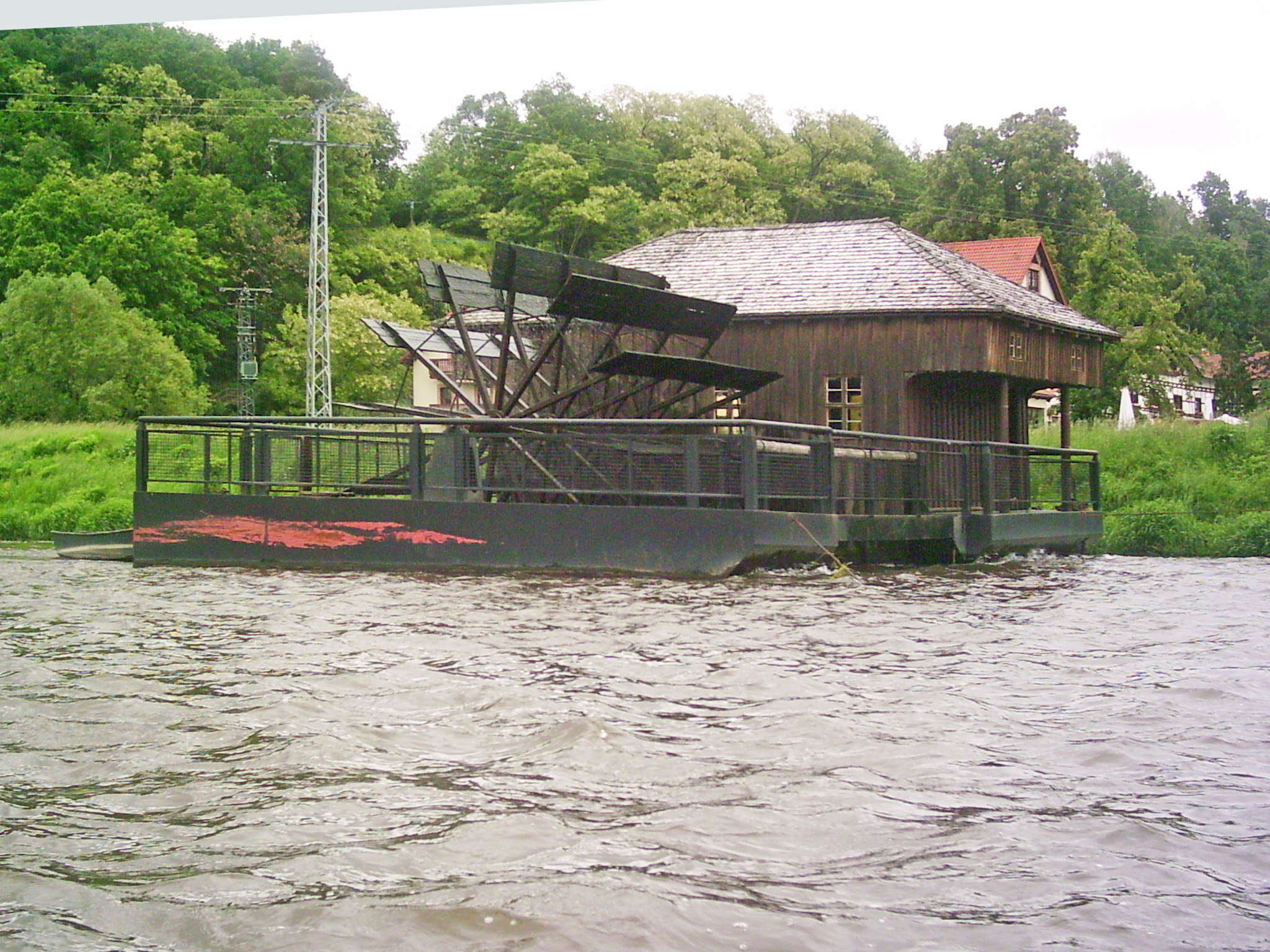
Moulin Höfgen.
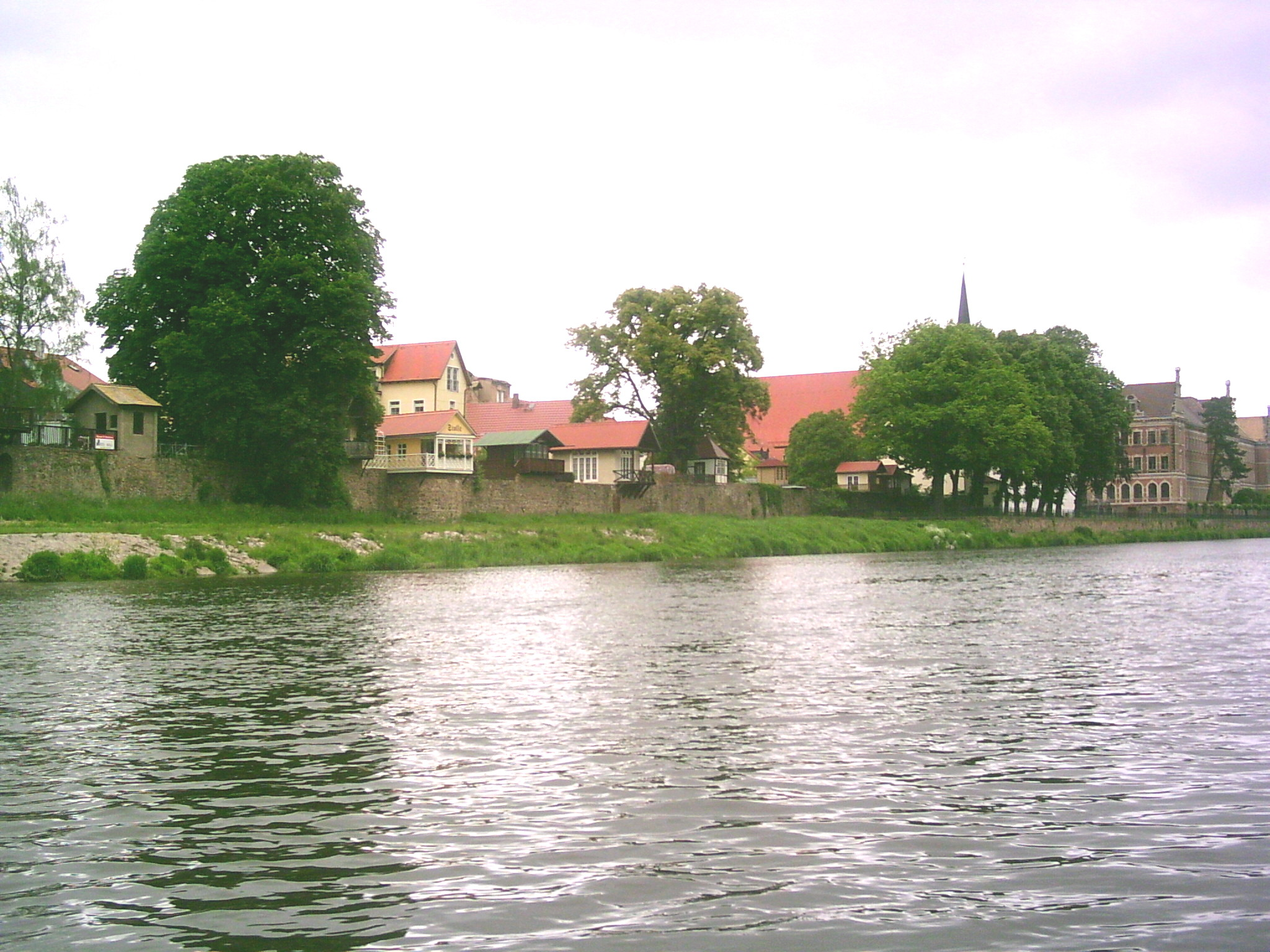
La vieille ville vue depuis la Mulde.
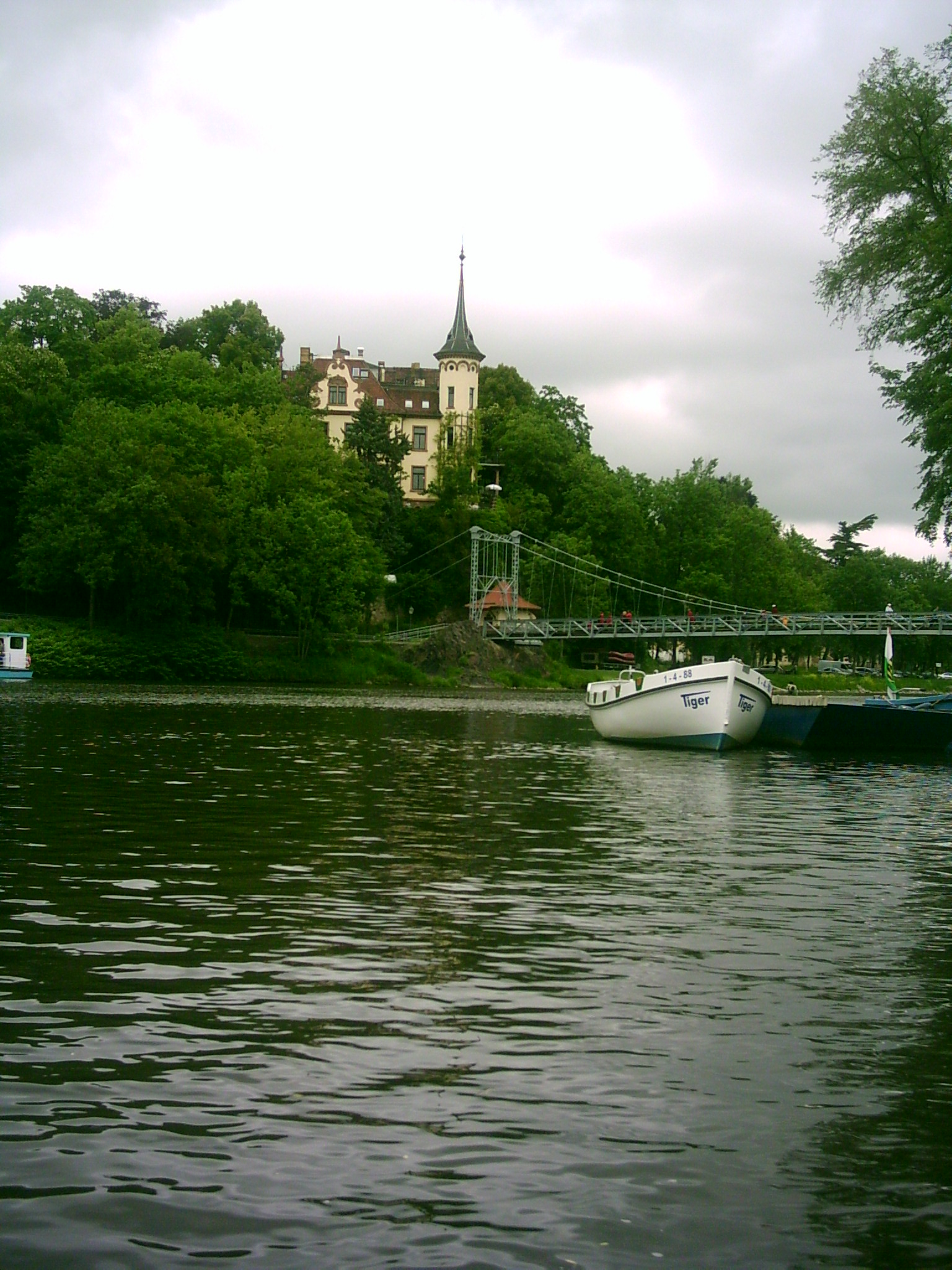
La rive de la Mulde.
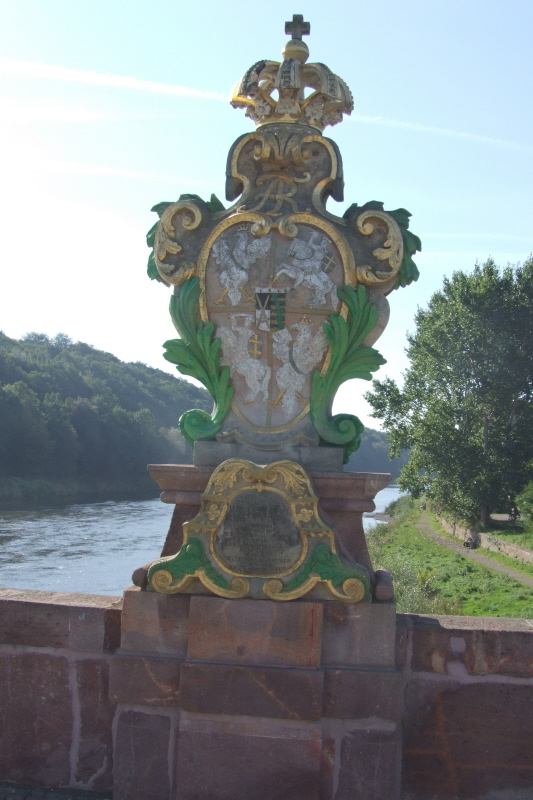
Armoiries sur un pont surplombant la Mulde à Grimma.
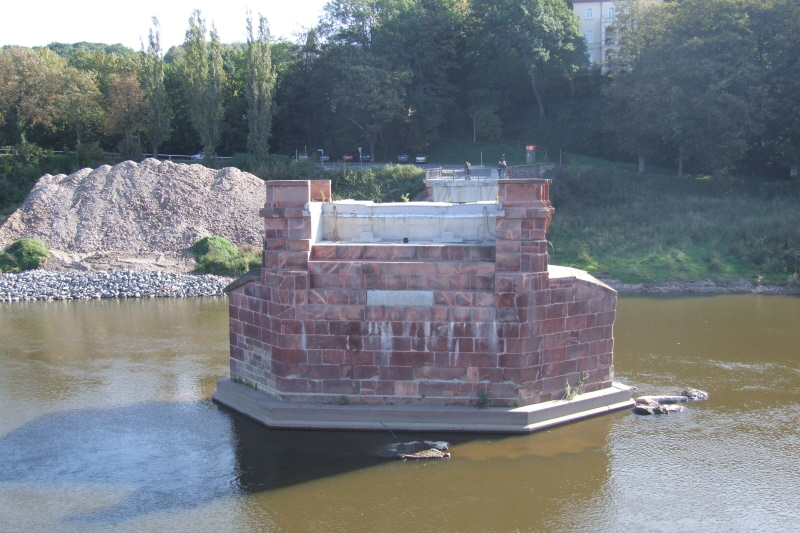
Pont détruit au-dessus de la Mulde à Grimma.
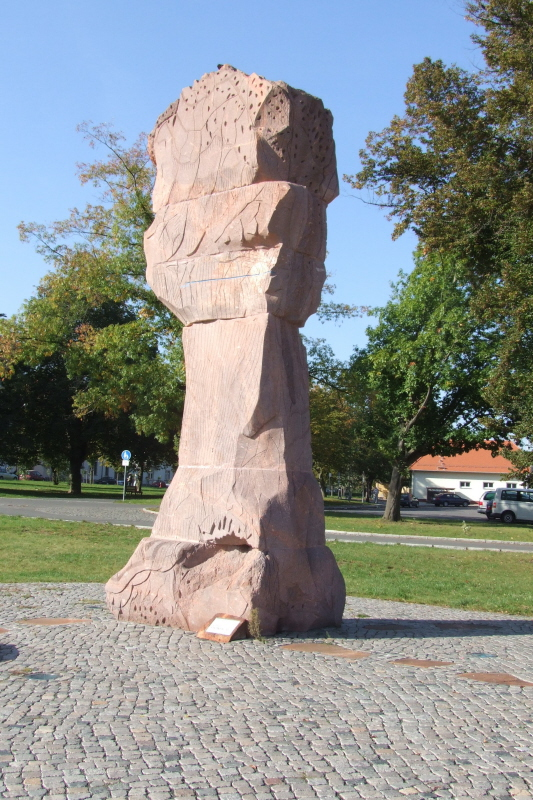
Mémorial de l'inondation catastrophique de 2002 à Grimma.
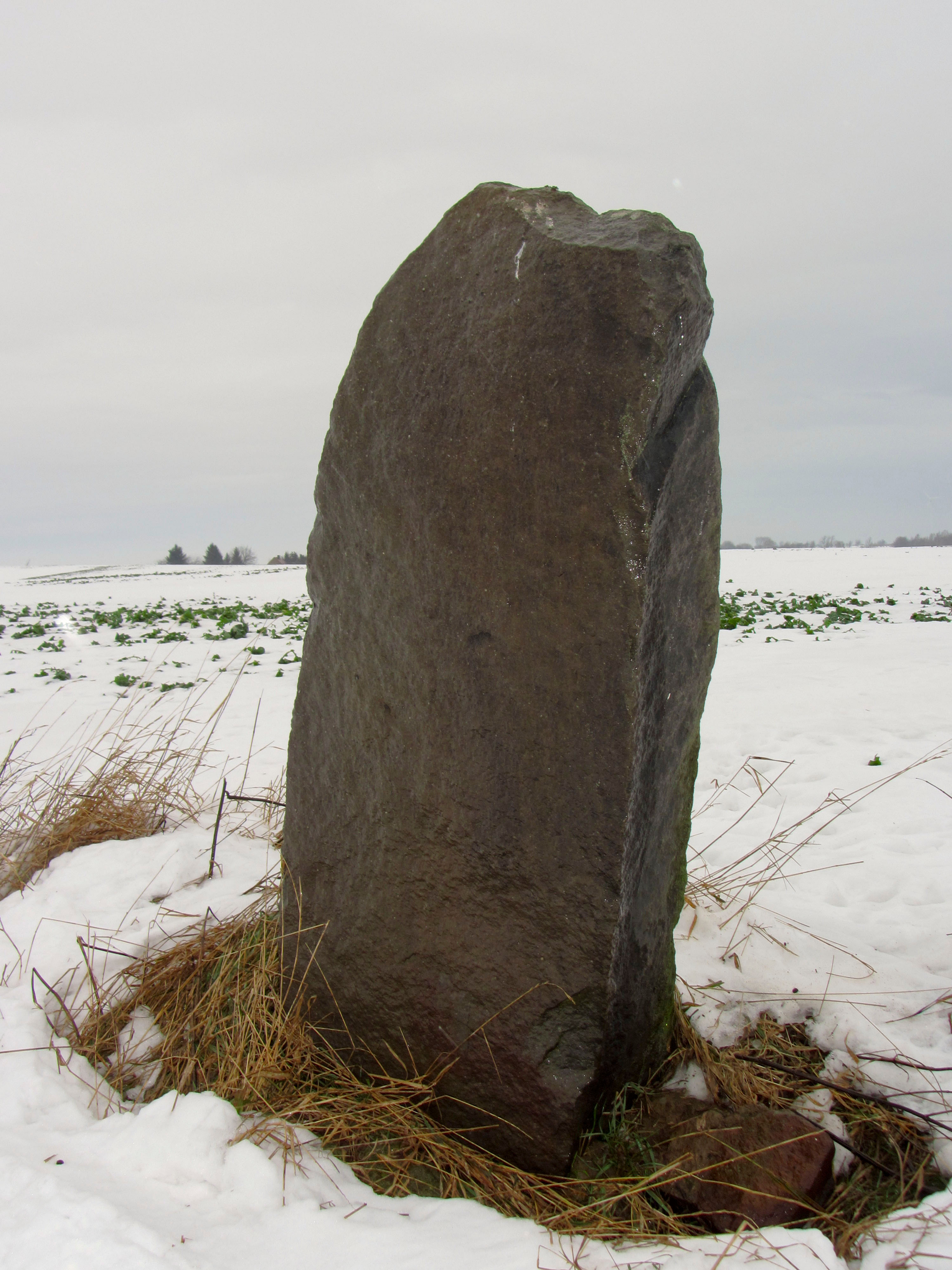
Menhir de Zschoppach.